# Teodoro Pileles Doranita
Teodoro Doranita (em grego: Θεόδωρος Δωρανίτης; romaniz.: Theódoros Doranítes; m. julho de 1352), também conhecido como Pileles (em grego: Πιλέλης; romaniz.: Piléles), foi um aristocrata e líder militar grego bizantino no Império de Trebizonda. Um proeminente membro da aristocrática família Doranita de Trebizonda, a atividade de Teodoro Doranita deve ser vista dentro do contexto da guerra civil que eclodiu no império no século XIV.
Teodoro foi o irmão do protovestiário Constantino Doranita. Em 1349/1350, manteve o posto de grande estratopedarca e, com seu filho e cunhado, foi preso por algum tempo devido a sua rebelião contra Aleixo III Mega Comneno. Libertado, foi nomeado protovestiário em janeiro de 1351, apenas para ser capturado e preso em maio como um rebelde. Foi finalmente executado com seu filho e cunhado por estrangulação em julho de 1352.